# Gagge Point
Der Gagge Point ist eine Landspitze der Lavoisier-Insel in der Gruppe der Biscoe-Inseln vor der Westküste des westantarktischen Grahamlands. Sie stellt den südlichen Ausläufer der Insel dar und markiert die nordöstliche Begrenzung der Einfahrt vom Crystal Sound in den Lewis Sound.
Luftaufnahmen der Falkland Islands and Dependencies Aerial Survey Expedition (1956–1957) dienten ihrer Kartierung. Das UK Antarctic Place-Names Committee benannte sie 1960 nach dem US-amerikanischen Biophysiker Adolph Pharo Gagge (1908–1993), der sich mit dem Einfluss von Kälte auf den menschlichen Körper beschäftigt hatte.